# جری سیگل
جری سیگل (به انگلیسی: Jerry Siegel) (متولد ۱۷ اکتبر ۱۹۱۴) که با نام‌های مستعار جو کارتر، جری اس و هربرت اس فاین نیز شناخته می‌شود، سازنده آمریکایی سوپرمن (به همراه جو شوستر) یکی از ابرقهرمان‌های معروف داستان مصور می‌باشد.

## زندگی
جری در کلیولند، اوهایو ایالت اوهایو در آمریکا در خانواده‌ای یهودی به دنیا آمد. پدرش میشل سیگل و مادرش سارا فاین نام داشتند.